# Mali az 1996. évi nyári olimpiai játékokon
Mali az egyesült államokbeli Atlantában megrendezett 1996. évi nyári olimpiai játékok egyik részt vevő nemzete volt. Az országot az olimpián 1 sportágban 3 sportoló képviselte, akik érmet nem szereztek.

## Atlétika
Férfi
| Versenyző      | Versenyszám | Előfutam | Előfutam | Előfutam | Negyeddöntő | Negyeddöntő | Negyeddöntő | Elődöntő | Elődöntő | Elődöntő | Döntő   | Döntő    |
| Versenyző      | Versenyszám | Idő      | Hely.    | Össz.    | Idő         | Hely.       | Össz.       | Idő      | Hely.    | Össz.    | Idő     | Helyezés |
| -------------- | ----------- | -------- | -------- | -------- | ----------- | ----------- | ----------- | -------- | -------- | -------- | ------- | -------- |
| Ousmane Diarra | 100 m       | 10,34    | 2.       | 27.****  | 10,38       | 8.          | 31.***      | kiesett  | kiesett  | kiesett  | kiesett | kiesett  |
| Ousmane Diarra | 200 m       | 21,20    | 5.       | 61.**    | kiesett     | kiesett     | kiesett     | kiesett  | kiesett  | kiesett  | kiesett | kiesett  |

Női
| Versenyző      | Versenyszám | Előfutam | Előfutam | Előfutam | Negyeddöntő | Negyeddöntő | Negyeddöntő | Elődöntő | Elődöntő | Elődöntő | Döntő   | Döntő    |
| Versenyző      | Versenyszám | Idő      | Hely.    | Össz.    | Idő         | Hely.       | Össz.       | Idő      | Hely.    | Össz.    | Idő     | Helyezés |
| -------------- | ----------- | -------- | -------- | -------- | ----------- | ----------- | ----------- | -------- | -------- | -------- | ------- | -------- |
| Aminata Camara | 100 m gát   | 14,94    | 8.       | 41.      | kiesett     | kiesett     | kiesett     | kiesett  | kiesett  | kiesett  | kiesett | kiesett  |

| Versenyző    | Versenyszám   | Selejtező | Selejtező | Döntő    | Döntő    |
| Versenyző    | Versenyszám   | Eredmény  | Helyezés  | Eredmény | Helyezés |
| ------------ | ------------- | --------- | --------- | -------- | -------- |
| Oumou Traoré | Diszkoszvetés | 39,70     | 39.       | kiesett  | kiesett  |

** - két másik versenyzővel azonos eredményt ért el

*** - három másik versenyzővel azonos eredményt ért el

**** - négy másik versenyzővel azonos eredményt ért el